# 赵定玉
赵定玉（1933年—），男，上海人，中华人民共和国钢笔生产专家、政治人物，曾任上海市政协副主席，第八届全国政协委员。